# Wetterauische Gesellschaft
Die Wetterauische Gesellschaft für die gesamte Naturkunde zu Hanau 1808 e. V. ist eine naturforschende Gesellschaft. Sie zählt zu den ältesten naturkundlichen Gesellschaften Deutschlands und ist Hessens ältester eingetragener Verein.

## Geschichte
Am 5. Juli 1808 entwarfen der Kammerassessor Karl Cäsar von Leonhard sowie der Professor der Chemie und Naturgeschichte Johann Heinrich Kopp, beide aus Hanau, den von letzterem erdachten Plan zu einer wetterauischen naturforschenden Gesellschaft, dem weitere Naturforscher, darunter Johann Heinrich Cassebeer, zustimmten.
Die Gründung erfolgte am 10. August 1808 in Hanau.

## Bekannte Mitglieder
- Johann Bernhard Jacob Behrends
- Carl Ludwig Blume[3]
- Friedrich Boie[3]
- Heinrich Boie[4]
- Alfred Brehm[5]
- Hermann Burmeister
- Daniel-Alexandre Chavannes
- Joseph Paul von Cobres[6]
- Johann Wolfgang Goethe[1]
- Johann Jacob Günther
- Wilhelm Karl Julius Gutberlet
- Alexander von Humboldt[1]
- Johann Jakob Kaup[7]
- Heinrich Kuhl[3]
- Heinrich Jakob Laspeyres
- Sarah Bowdich Lee
- Friedrich Meisner
- Johann Peter Joseph Monheim
- Fridolin von Sandberger
- Ferdinand Josef Schmidt
- Christian Friedrich Schönbein
- Carl Josef Selb
- Carl Thomae
- Friedrich Ludwig von Witzleben[8]
- Julius Conrad von Yelin
- Ludwig Wilhelm Zimmermann

Ehrenmitgliedschaft
- Christoph Wilhelm Gatterer
- Georg Franz Dietrich aus dem Winckell